# Etorki
Etorki (« origine, lignée, héritage » en basque) est une marque commerciale de fromage industriel français fabriqué au pays basque français dans l'ancienne province de la Soule (Mauléon-Licharre dans les Pyrénées-Atlantiques) par la fromagerie des Chaumes  filiale du groupe Savencia Fromage & Dairy.

## Description
C'est un fromage au lait de brebis pasteurisé, à croûte morgée et à pâte pressée non cuite. Il a une forme cylindrique avec environ 25 cm de diamètre et 11 cm de hauteur. 
Affiné pendant six mois, sa croûte est brun-rouge et son intérieur est jaune. Il est ferme mais souple, avec des trous disséminés. Il est disponible à la vente toute l'année.

## Composition
- Lait de brebis normalisé et pasteurisé[1]
- Sel
- Conservateurs : natamycine (E235), lysozyme (E1105)

## Marque
À l'origine, ce fromage est mis au point par le groupe Bongrain afin de produire un fromage local dans les Pyrénées-Atlantiques, contrairement à ses fromages ubiquistes comme la marque Chaumes. 
Etorki permet de transformer la production locale de lait de brebis ainsi que les surplus de l'industrie laitière de Roquefort,,. En effet, ce choix de créer une marque d'entreprise permet d'écouler de gros volumes plus aisément que dans le cas d'une AOP comme Ossau-Iraty, fromage local. D'autre part, il s'agit d'une stratégie globale de ce groupe, renommé ensuite Savencia, qui permet de dissocier les destinées des différentes marques comme Cœur de Lion, Caprice des Dieux, P'tit Louis, etc., dont certaines imitent des AOP, comme Saint Agur, qui rappelle le Roquefort,.
Pour Etorki, le lien avec le terroir, créé de toutes pièces, est souligné par le choix d'un nom qui sonne comme un nom local, une référence régionale, accentué par le slogan qui nourrit le cliché : « Un fromage de caractère, la fierté de ses hommes ». Ce nom de marque, Etorki, qui signifie « origine » en basque, a été pensé pour amener une métonymie, le consommateur identifiant le fromage au Pays basque.  
La marque construit l'image positive d'un fromage fabriqué avec du lait de brebis élevées dans un environnement naturel par des bergers pratiquant la transhumance, et élaboré selon des savoir-faire traditionnels. Etorki bénéficie ainsi d'une valorisation favorisée par sa cohabitation dans les rayons des magasins avec l'AOP locale, Ossau-Iraty, sans subir les mêmes contraintes de production et entre en concurrence avec elle.